# Röntgenkymographie

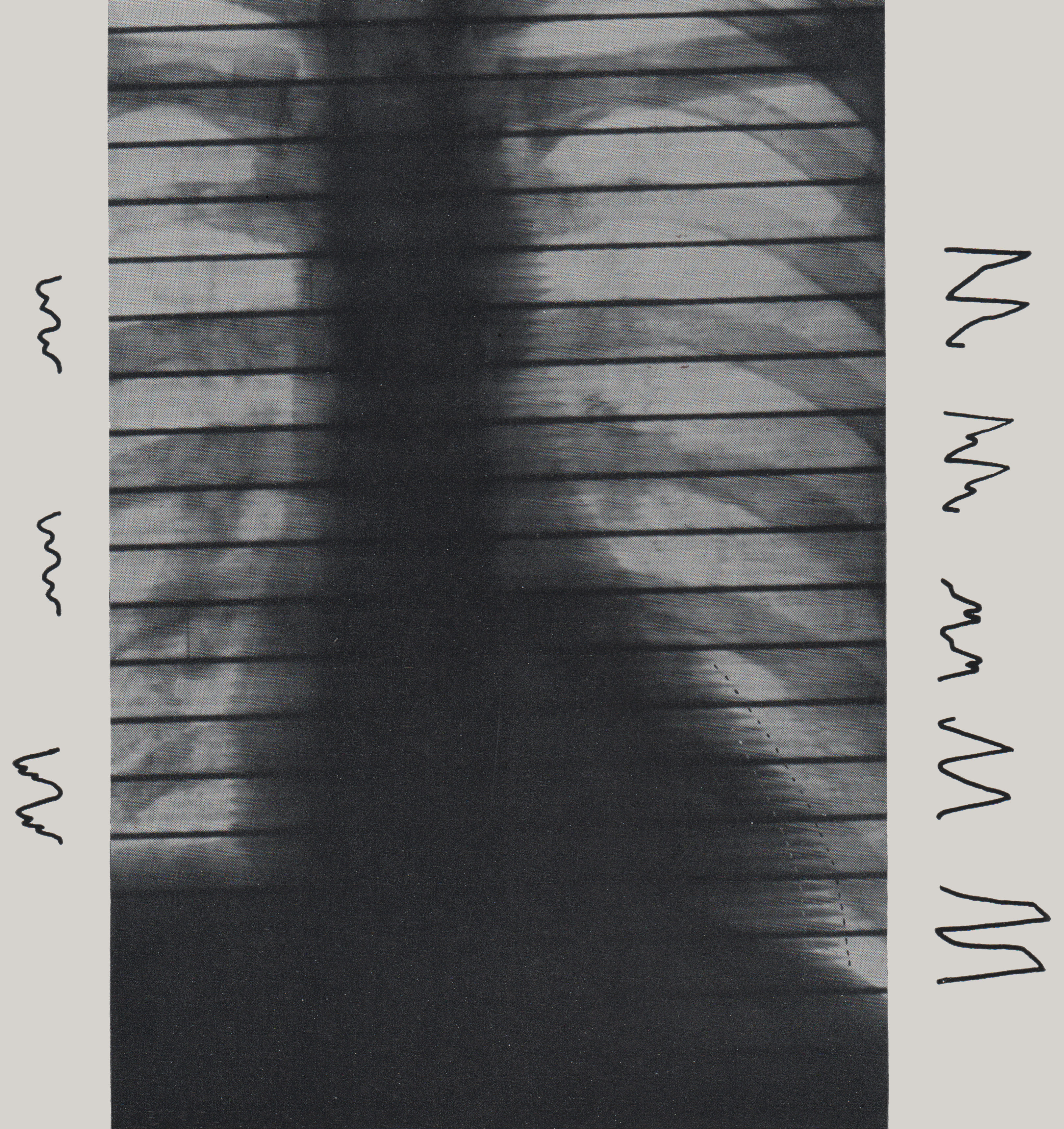
Historische Kymopgraphie des Herzens aus einem Lehrbuch von 1939

Die Röntgenkymographie (gr. kymo – Welle) ist ein historisches, heute obsoletes, Röntgenverfahren zur Abbildung und Auswertung von Organbewegungen.

## Methoden
- Flächenkymogramm: Wird zwischen Patient und Röntgenfilm eine Bleiplatte mit parallelen, strahlendurchlässigen Spalten (Schlitzraster) für die Dauer der Belichtung um die Distanz zweier Spalte gleichmäßig verschoben, so werden die Bewegungen eines durchstrahlten Organs kurvenartig festgehalten.
- Stufenkymogramm: Bleibt das Schlitzraster stationär und wird der Röntgenfilm für die Dauer der Belichtung um die Distanz zweier Spalte gleichmäßig verschoben, so werden die Bewegungen eines durchstrahlten Organs stufenartig festgehalten.
- Distanzkymographie: Dies entspricht einer Flächenkymographie, bei der das Schlitzraster zwischen Röntgenröhre und Patient bewegt wird und mit einer deutlich geringeren Strahlenbelastung vergesellschaftet ist. Die Organstrukturen werden in dem Moment abgebildet, in dem sich ein Schlitz vorbeibewegt. Stationäre Organanteile werden scharf abgebildet, bewegte Anteile werden nacheinander als Zacken abgebildet. Pulsationen, Atmung und Rotationsbewegungen tragen zur Zackenbildung bei. Das Raster kann horizontal, schräg oder vertikal entsprechend der größten Organbewegung ausgerichtet werden. Die Aufnahmen wurden mit einer speziellen Röntgeneinrichtung, einem Kymographen angefertigt, bei dem der Schlitzabstand und die Schlitzbreite vorgegeben waren. Belichtungszeit und die Rasterlaufgeschwindigkeit hingegen konnten variiert werden.

## Anwendungsbereiche
- Kymographie des Herzens,
- Zwerchfellkymographie,
- Kymographie der Speiseröhre.

## Aussagekraft
Größe und Form der Bewegungsamplitude an den untersuchten Organen lassen sich bestimmen. Das Verfahren und die Einordnung der Befunde erforderte viel Erfahrung des Untersuchers, was unter anderem dazu führte, dass das Verfahren mit der Zeit fallengelassen wurde.